# زیسواویتسه (استان اشوی‌داشکسیه)
زیسواویتسه (به لهستانی: Dziesławice) یک منطقهٔ مسکونی در لهستان است که در گمینا ستوپنگتسا واقع شده‌است. زیسواویتسه ۲۶۰ نفر جمعیت دارد.